# Kem (màu)
 #FFFDD0 
Màu kem là màu của kem sữa tức váng sữa sản xuất từ gia súc chăn thả tự nhiên trên đồng cỏ giàu các chất carôten màu vàng, một số các chất này kết hợp với nhau tạo thành kem, có màu từ vàng nhạt tới trắng.

## Tọa độ màu
Số Hex = #FFFDD0
RGB (r, g, b) = (255, 253, 208)
CMYK (c, m, y, k) = (0, 1, 18, 0)
HSV (h, s, v) = (57, 18, 100)